# 救国里
救国里，位于江苏省苏州市姑苏区养育巷，建于1930年代，为苏州市文物保护单位。
救国里位于养育巷长春巷以北、西麒麟巷以南，建成于1930年代初，由民国政治人物张一麐与其弟张一鹏兴建。为海派石库门建筑群，占地2460平方米，均为二层三合院式建筑，砖木结构，青砖外墙。因建成时发生了九一八事变，张一麐为表达抗日救国的心愿，特将此处命名为“救国里”。
日军入侵苏州时，曾将此处作为特务机关，日军败退后，国民党军统局又占据其中。解放后，一度改名“卫国里”。1998年在道路改造中拆除了1号、2号、附设平房等。现存5幢楼房。